# こちら副業推進部、事件です
『こちら副業推進部、事件です』（こちらふくぎょうすいしんぶ、じけんです）は、阿部考二による日本の推理小説。

## 概要
第19回『このミステリーがすごい!』大賞の隠し玉（受賞はならなかったが編集部推薦という形）として2021年6月4日に宝島社より出版。
選考時の原題は『赦しのサクラメント』。
書評家の大森望による帯コメントで、「ビジネスのアイデアとミステリーのアイデアが融合した前代未聞の企業エンタメ」と評されている通り、人はなぜ罪を告白するかという不思議なテーマと企業ミステリーを融合した斬新さが選考委員に評価されており、本を読むのが仕事である書評家をもってして「全く読んだことのない小説」という評価を得た。